# Stella Richman
Stella Richman (9 de noviembre de 1922 - 24 de mayo de 2002) fue una productora y actriz televisiva británica.

## Biografía
Nacida en Londres, Inglaterra, como actriz tuvo un pequeño papel en el segundo episodio de la serie televisiva The Quatermass Experiment, en 1953. Richman fue editora de guiones de la compañía televisiva de Lew Grade Associated TeleVision en 1960. Según Frederic Raphael, "Richman demostró, gracias a su exigente eclecticismo, que la calidad no estaba reñida con la popularidad. Dado que no existían reglas sobre lo que gustaba al público, ella asumía que, si se le ofrecía el mejor trabajo posible, la audiencia repondería positivamente." En particular, Richman fue responsable de supervisar la serie de antología Love Story en su años iniciales. 
Hacia 1964 pasó a Associated Rediffusion, siendo directora de series, y creando un género que el crítico Philip Purser bautizó como 'Our Story'. En la nueva London Weekend Television supervisó una serie televisiva titulada The Company of Five (1968), en la cual actuaba un grupo central de cinco intérpretes. En la serie se emitían trabajos de Leon Griffiths, Roy Minton, Alun Owen, Dennis Potter (Shaggy Dog), y Cecil Philip Taylor.
En 1970, como Directora de Programación de LWT, fue la primera mujer en ser nombrada miembro del consejo de un contratista de ITV. Conocida de muchos años de la actriz Jean Marsh, ella autorizó la serie Upstairs, Downstairs, siendo Marsh una de sus creadoras. Sin embargo, el período de Richman en LWT no fue largo, siendo, al parecer, despedida por Rupert Murdoch.
A causa de ello, Richman se hizo una profesional independiente, renovando una asociación con David Frost, siendo responsable de proyectos como Jennie, Lady Randolph Churchill (1974), protagonizado por Lee Remick. Para Thames Television supervisó el serial escrito por Trevor Griffiths Bill Brand (1976) y, para ATV, Clayhanger, una dramatización en 26 episodios del ciclo de novelas de Arnold Bennett.
Stella Richman se casó en tres ocasiones. Su primer marido fue el actor Alec Clunes. Con el segundo, Victor Brusa, ella montó el Club White Elephant, un club de restauración que ella presidió entre 1960 y 1968.
Stella Richman falleció en Londres, Inglaterra, en 2002, a causa de un cáncer.